# 香奈儿
香奈兒（法語：Chanel，法語：[ʃanɛl] ⓘ），是一家由可可·香奈儿於1910年所創立的頂級奢侈品公司，發源於法國，原本是一家專門做訂製帽子的小店，後來則演變為融合了服裝、皮包、鞋子、香水、配飾、時尚展等的跨領域傳媒集團。
在品牌創立之初的1912年，可可·香奈兒就把公司的地址選在了時尚之都——法國的巴黎，經過幾次周折之後，可可将店搬至内搬迁至位于旺多姆广场旁边的31号康朋街，從此成為香奈兒的總店。作為一名開創性的女性時裝設計師，可可打破了19世紀女裝的設計規範，把蓬蓬裙、晚禮服、厚重首飾、露胸等元素統統刪除，發明了她自創的服飾取而代之，例如女式西裝褲、优雅的小黑裙、干练的香奈儿短上装、齐膝短裙等，這些衣物用羊毛針織而成，配有黑色裁边和金色纽扣，配穿大串珍珠项链，最終噴以香奈兒5號香水做結尾，從此引領時尚圈的審美。目前的香奈兒屬於私人公司，由Pierre Wertheimer的孫子Alain Wertheimer和GérardWertheimer擁有，Pierre Wertheimer是創辦人可可·香奈兒的早期業務合作夥伴。

## 歷史
香奈兒公司的創辦者為可可·香奈兒（Coco Chanel），她於1883年8月19日出生，於1971年1月10日與世長辭。
- 1910年，香奈兒替原本穿著裙子打球的女人們設計了運動的褲裝，之後又拋棄束腹，設計了以男性服裝為元素的寬鬆上衣。這些特立獨行的行徑使這位離經叛道卻熱愛山茶花的夫人，成為當時女性主義啟蒙的重要起源。

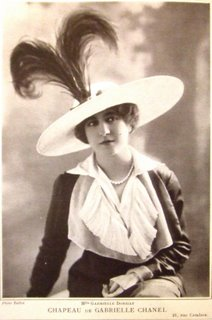
巴黎沃德維爾劇院的多扎特小姐。圖中她戴的帽子即出自香奈兒之手。

- 自從香奈兒五號於（Chanel N°5）1923年面世以來，可可·香奈兒的時尚風靡倫敦和巴黎的社交圈，購買者趨之若鶩。香奈兒選擇住進了麗茲賓館(Hôtel Ritz Paris)，而她所居住的套間至今仍稱為「可可·香奈兒套房」。

- 1939年第二次世界大戰爆發，香奈兒於同年與她相愛的德國軍官移居瑞士，並關閉所有位於巴黎的店舖。1954年可可重返法國，召回她的工作團隊，香奈兒重新開業，此時她年屆七十。

- 1971年1月10日香奈兒於居住的利茨酒店逝世。德國設計師卡爾·拉格斐在1986年才開始接任Chanel設計大權，起初沒有被看好，但拉格斐為Chanel帶來新改革，並成功將Chanel帶上世界最頂級時裝品牌的舞台。

- 年輕的拉格斐在第一季時就剪破Chanel雪紡長裙的裙襬，搭配Chanel外套，再加上鮮豔誇張的假珠寶飾品，讓習慣Chanel優雅傳統的時尚界非常震驚，後來事實才證明拉格斐叛逆的天才與特殊，就與年輕時的香奈兒同出一轍，並將Chanel王國領向另一個顛峰。 不論是正式的TWEED套裝、休閒的CRUISE WEAR，甚至是禮服，Chanel一眼看來並不突出的剪裁，實際上對身材有非常精緻的修飾效果。

- 飾品部分，Chanel是第一個打破「珠寶迷思」的品牌，提倡將真假珠寶搭配在一起。 Chanel展現出過人的優雅，並展露屬於個人的風格。

- 2014年10月9日，香奈兒(CHANEL)今日宣布，Coty科蒂集團已就收購香奈兒Bourjois化妝品品牌提交了約束性要約，價格為1500萬股Coty A類股，約佔4.2%股份。香奈兒已同意進入獨家談判環節。

- 2017年，Chanel根據香奈兒女士與西敏公爵，在名為"Flying Cloud"的帆船上度假休憩，談了一場對香奈兒女士影響甚深的戀愛一事作為靈感來源，發布了《Flying Cloud》的頂級珠寶系列。這系列啟發自海洋上的豐富元素，共推出63件作品[1]。

- 2018年，來自日本東京的Chanel固定化妝師Hisano女士接受訪問時透露自己一路走來的故事，雙親是髮型師，共同營運一所美髮店。而因為雜誌，她迷上了巴黎，更迷上了美容與彩妝。在十五歲找到了人生方向，十八歲開始打工儲蓄。由十六歲開始，年年到訪花都。直至二十六歲，終正式定居巴黎。最後成為巴黎殿堂品牌Chanel的固定化妝師[2]。

- 2018年3月，品牌宣布將於6月中旬推出並發售沙灘裝系列，該系列以運動風作主打，包括泳裝、潛水服、泳褲和經典的橫紋毛衣等。亦同時透露系列只限於特定店舖有售，包括：St Tropez、Monaco、Cannes等這些度假勝地[3]。

- 2018年6月，香奈兒公佈成立108年的首份業績報告，2017年全年公司收入96.2億美元，淨利潤17.9億美元，擁有16億美元現金儲備，淨負債0.18億美元

- 2018年9月，香奈兒通過旗下子公司收購西班牙皮革製革商Colomer Leather Group（前身為 Colomer Munmany）。

- 2018年9月，香奈兒入股瑞士高端製表商 F.P. Journe 20%股權

- 2018年9月30日，香奈兒收購英国高端男士泳装品牌 Orlebar Brown

## 主要產品

### 手提包

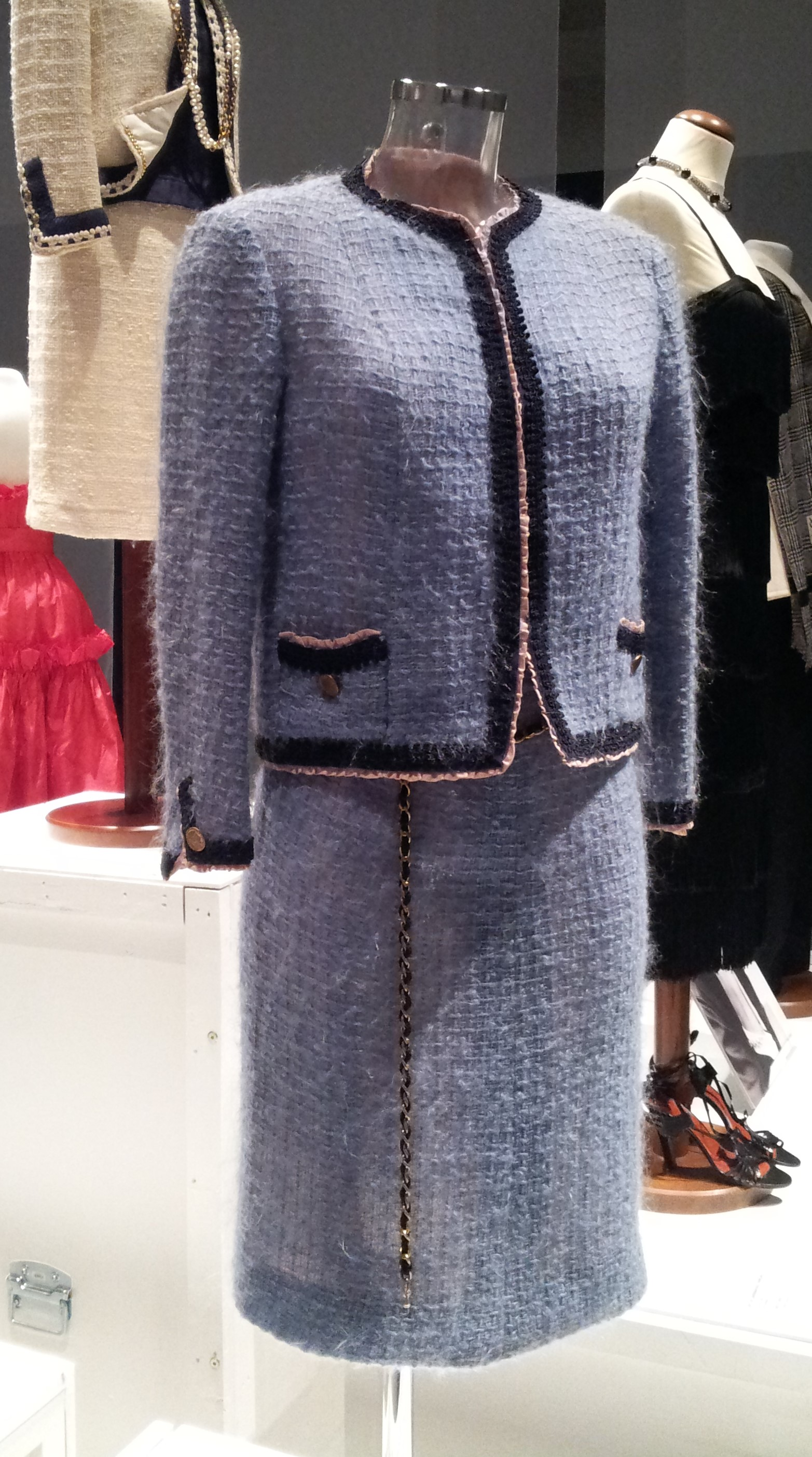
香奈兒服裝（1965款紫色女套裝）

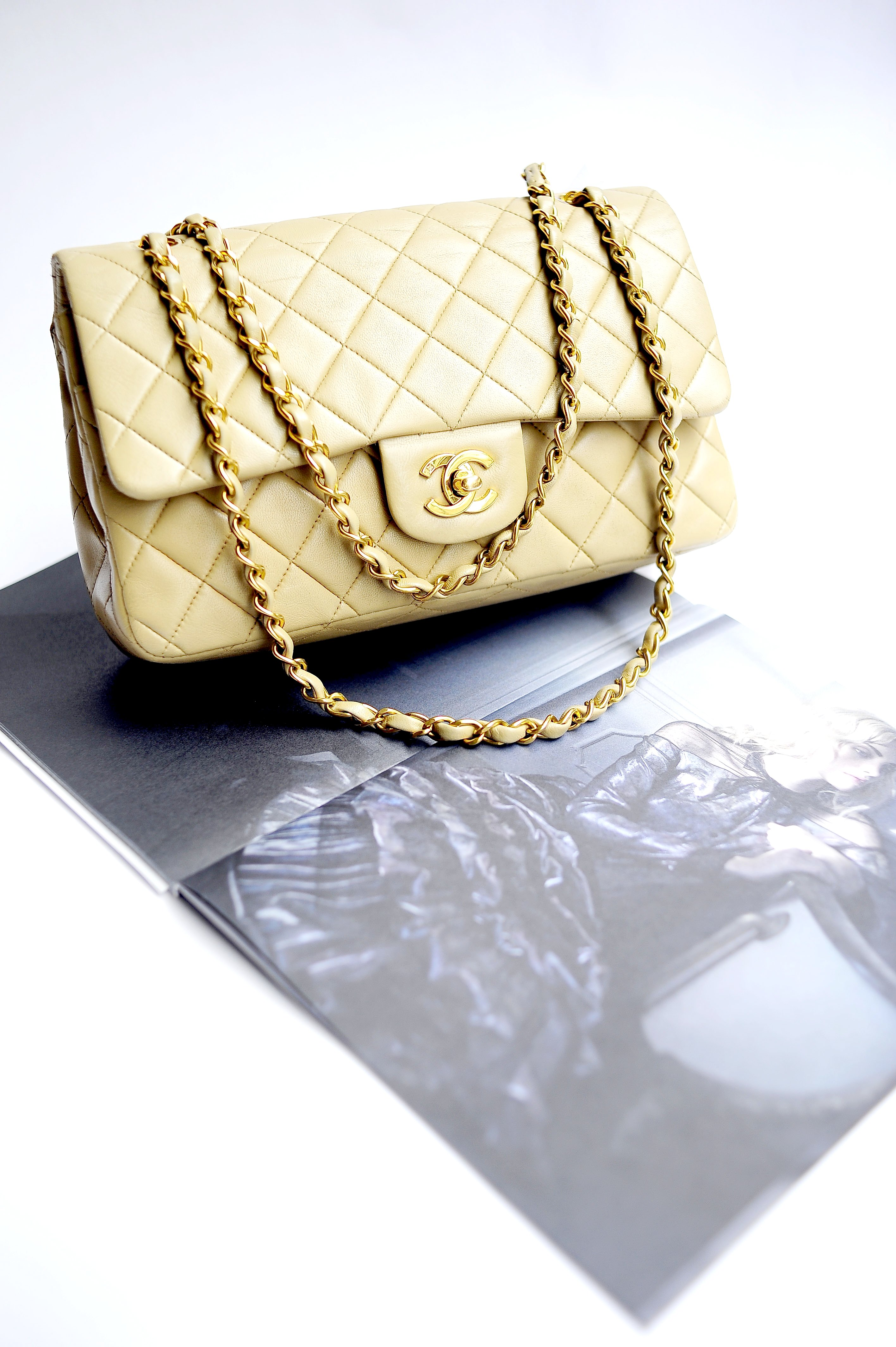
香奈兒手提包

‌香奈儿最早的手提包是2.55手袋，这款包于1955年2月设计并推出‌‌。2.55手袋以诞生日期命名，设计上融合了双层翻盖、金属链条肩带和三个内层口袋，既实用又美观，是香奈儿的经典之作‌。

### 香水

「香奈兒五號」瓶身

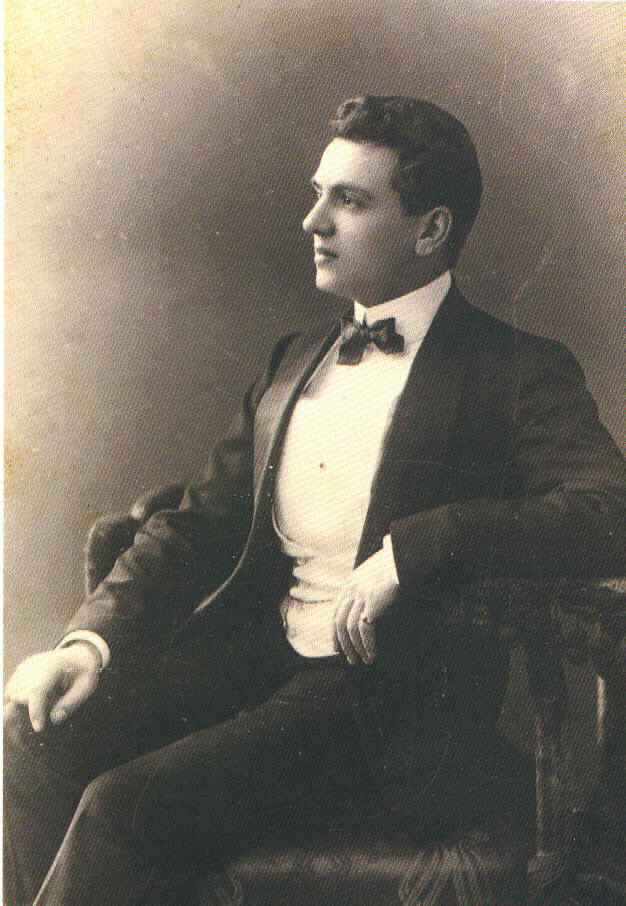
歐尼斯特·鮑，著名調香師。

1921年，可可·香奈兒表示要創立「一種最具女人味的女性香水」（A woman's perfume with a woman's  scent.），以超越市面上的單一花香的同類產品，便請來法國俄裔調香師——歐尼斯特·鮑為她度身設計。為了獲取更多靈感，歐尼斯特不惜遠赴北極，以探尋冰涼清爽的氣息與風味。同時，可可鼓勵他大膽嘗試，加入更多的茉莉、五月玫瑰（Rose de mai）、海地香根草、依蘭等珍貴原材料，最終打造出多達80餘種新型款式。由於當中的第五款香水及其香味深得可可青睞，故被歐尼斯特命名為「香奈兒五號」（CHANEL N°5），並採用設計獨特的瓶身造型，正面猶如巴黎凡登廣場的幾何形地圖，整體外觀又像經過切割後的鑽石一般棱角分明。
香奈兒五號香水對20世紀的香水界造成深遠的影響。1959年，它更進入了紐約的現代藝術博物館。這香水由法國知名到美國乃至日本，不久後它還成為全球最暢銷的香水。根據統計，平均每30秒便有一支香奈兒五號香水售出。瑪麗蓮夢露在其知名度極高的1952年，公開宣布香奈兒5號香水為她最喜歡的香水；當記者問他夜晚是否穿著睡衣入眠，她笑著回答說「除了幾滴香奈兒五號之外一無所有。」（I wear nothing but a few drops of Chanel No. 5.）

## 歷任首席設計師
- 1883—1971年：（嘉伯麗·香奈兒）
- 1978—1983年： /  /
- 1983—2019年2月：（卡爾·拉格斐）
- 2019年2月—2024年6月：（维吉尼亚·维亚德）
- 2024年12月—至今：Matthieu Blazy（馬修·布拉齊）

## 時裝週

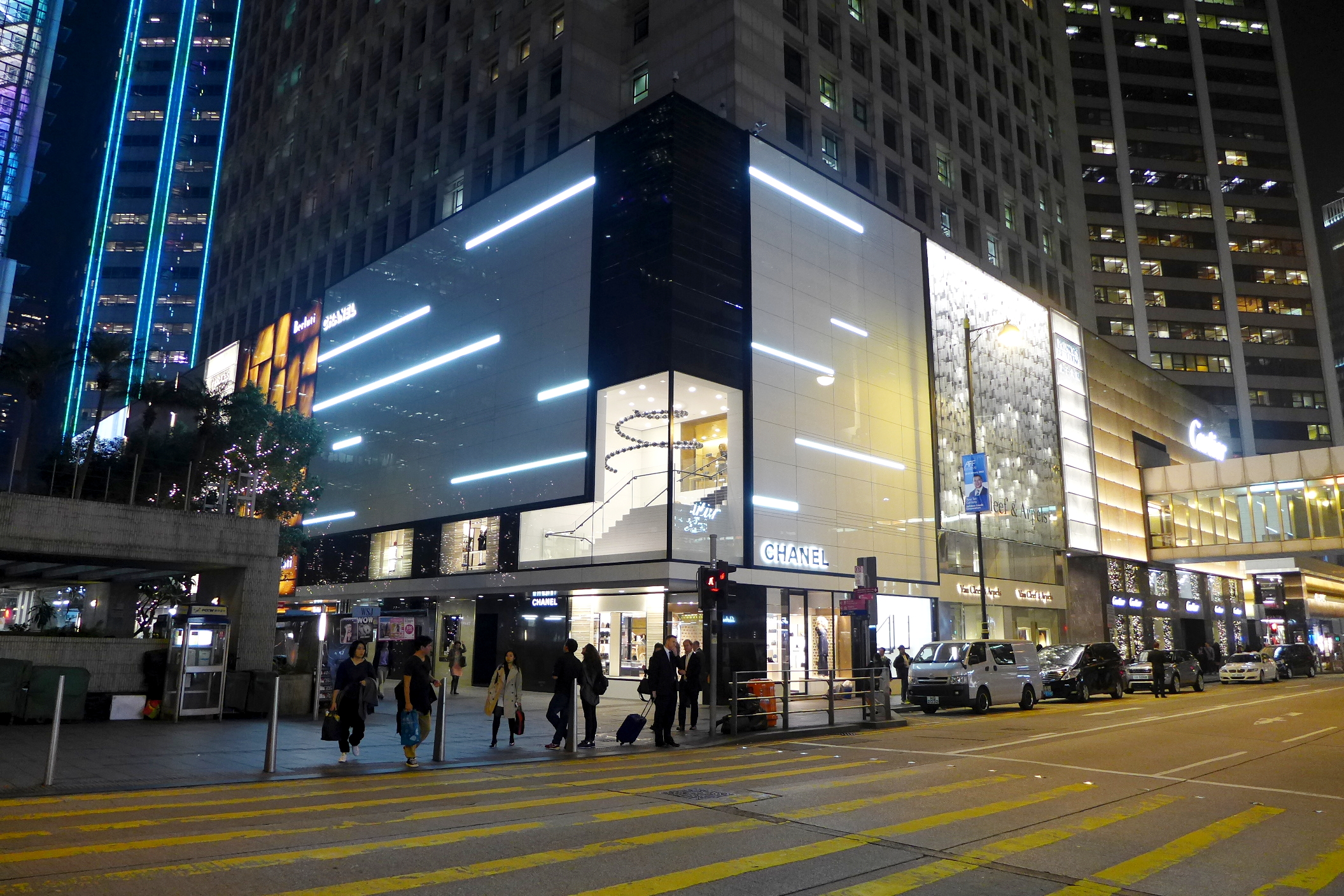
位於中環太子大廈的香奈兒旗艦店

2018年舉辦的2019春夏時裝周，Chanel把場地改造成沙灘，配以70年代髮型，把今季的時裝演繹得更加更加浪漫清新。

## 參閲
- 皮埃爾·韋特海默（英语：Pierre Wertheimer）